# Esperó de gall
L'esperó de gall és una varietat de raïm blanc, molt menut i de gra mitjà o gros i llarguer.
És autòcton de Galícia, d'estil alsacià i conreat a Valdeorras (Ourense).
Se n'obté un vi amb molt de glicerol, amb una acidesa i una dolçor molt peculiars, pàl·lid i perfumat. Les modernes tècniques enològiques l'han revalorat.